# Anders Osborne
 (juillet 2007).
Si vous disposez d'ouvrages ou d'articles de référence ou si vous connaissez des sites web de qualité traitant du thème abordé ici, merci de compléter l'article en donnant les références utiles à sa vérifiabilité et en les liant à la section « Notes et références ».
Anders Osborne est un auteur-compositeur-interprète et guitariste de styles rock, folk et country, né le 4 mai 1966 à Uddevalla, en Suède.

## Biographie
Il quitte le domicile familial à l'âge de seize ans en auto-stop et joue sa musique à travers l'Europe, l'Afrique du Nord, le Moyen-Orient, l'Asie, et les États-Unis. Il s'installe à La Nouvelle-Orléans en 1985 et vit aujourd'hui encore en Louisiane.
Durant ses dix premières années à La Nouvelle-Orléans, il vit dans le quartier français et joue régulièrement dans des clubs locaux. Après s'être fait un public, il reçoit un contrat d'enregistrement indépendant avec Rabadash Records en dehors de La Nouvelle-Orléans, et sort Doin’ Fine en 1989.
Avec son groupe, il effectue une tournée aux États-Unis pendant les années qui suivent, et en 1995 signe un contrat avec Okeh Records. Il sort Which Way to Here, un album qui traite de spiritualité et de tolérance. C'est le premier enregistrement d'Osborne utilisé pour la publicité, avec deux morceaux au top-cinq Favorite Son et Pleasin’ You. Ces chansons apparaissent dans plusieurs films hollywoodiens, et le dernier est enregistré plus tard par Jonny Lang.
Shanachie Entertainment signe avec Osborne en 1998, et en 1999 le chanteur dévoile son quatrième album, Living Room, un enregistrement très personnel qui marque un changement de cap dans sa musique après sa séparation avec sa compagne de longue date Theresa Andersson, l'usage de drogue, et la mort d'un proche parent. Cet album comporte aussi des apparitions de Keb Mo, Kirk Joseph and Tommy Malone. L'album de Keb Mo, gagnant du Grammy award 1999, Slow Down, comporte par ailleurs deux chansons coécrites avec Osborne.
Depuis 1994, il travaille en tant qu'auteur-compositeur professionnel à Nashville, d'abord pour Polygram puis, encore aujourd'hui, pour Universal où il écrit pour, et produit, d'autres artistes.
Sa chanson Watch the Wind Blow By a été enregistrée avec la star de musique country Tim McGraw, atteignant la première place du palmarès country pendant deux semaines et se vendant à plus de trois millions d'exemplaires. Par ailleurs, le morceau Coming Down a été nommé pour la huitième édition des Independent Music Awards pour le titre d'Album de l'année, catégorie Folk.

## Discographie
- 1989 : Doin' Fine (Rabadash)
- 1993 : Break The Chain (Rabadash)
- 1995 : Which Way to Here (Okeh)
- 1998 : Live at Tipitina's (Shanachie)
- 1999 : Living Room (Shanachie)
- 2001 : Ash Wednesday Blues (Shanachie)
- 2002 : Bury the Hatchet (Shanachie) avec Big Chief Monk Boudreaux
- 2006 : Tipitina's Live 2006 (MunckMix)
- 2007 : Coming Down (M.C. Records)
- 2010 : American Patchwork (Alligator)
- 2012 : Black Eye Galaxy (Alligator)
- 2013 : Three Free Amigos (Alligator)
- 2013 : Peace (Alligator)